# Lazar Kaganovici
Lazar Moiseievici Kaganovici (în rusă Ла́зарь Моисе́евич Кагано́вич; n. 10/22 noiembrie 1893, Kabanî⁠(d), Radomysl Uyezd⁠(d), gubernia Kiev⁠(d), Imperiul Rus – d. 25 iulie 1991, Moscova, RSFS Rusă, URSS) a fost un politician și administrator sovietic, etnic evreu, unul dintre principalii asociați ai lui Iosif Stalin. Este cunoscut pentru ajutorul dat lui Stalin să preia puterea, pentru rolul său din foametea sovietică din 1932-33 din Ucraina, și pentru tratamentul dur și executarea celor considerați a fi o amenințare la adresa regimului lui Stalin.
La moartea sa, în 1991, era ultimul supraviețuitor al vechilor bolșevici. Uniunea Sovietică s-a prăbușit la cinci luni după moartea sa.